# Campus Life
Campus Life è un film del 2015 diretto da Cathy Scorsese e Kenneth M. Waddell.

## Trama
Per Ari, Becca, Izzy, Greta e Arun la vita al college trascorre tranquilla tra a studio e feste varie fin quando uno dei loro compagni di classe si disintegra davanti ai loro occhi. Il gruppo di ragazzi si ritroverà quindi a dover affrontare i malvagi Griefer e impedire che siano tutti eliminati.

## Premi e riconoscimenti
| Anno | Premio                        | Categoria      | Ricevente       | Risultato   |
| ---- | ----------------------------- | -------------- | --------------- | ----------- |
| 2013 | New Media Film Festival Award | Festival Award | Kenneth Waddell | Candidato/a |